# Magda Vášáryová
Magda Vášáryová (Selmecbánya, 1948. augusztus 26. –) szlovák színésznő, politikus.

## Élete
A magyar Vásáry családban született, abban az időben, amikor az még Csehszlovákia része volt. Nővére, Emília Vášáryová szintén színésznő.
Diplomáját 1971-ben a pozsonyi Comenius Egyetemen szerezte. 1989-ig különböző szlovákiai színházakban, köztük a Szlovák Nemzeti Színházban és sok filmben szerepelt. Szoprán fekvésű énekhangja van. 1988-ban ő játszotta Tatjana szerepét az Anyegin című opera filmadaptációjában.
1990–1993 között Csehszlovákia ausztriai, 2000-től 2005-ig pedig Szlovákia lengyelországi nagykövete volt. Jelölt volt az 1999-es elnökválasztásokon, de nem jutott be a második fordulóba. 2005 februárjától 2006 júliusáig a szlovák külügyminisztérium államtitkára volt. A 2006-os szlovákiai parlamenti választáson a Szlovák Demokratikus és Keresztény Unió – Demokrata Párt színeiben a Szlovák Nemzeti Tanács tagja lett.

### Magánélete
Férje Milan Lasica drámaíró, két gyermekük van.

## Filmográfia
- Senzi mama (1964) (TV)
- Markéta Lazarová (1967)
- Zbehovia a pútnici (1968)
- Kalimagdora kedvese (1968)
- Kráľovská poľovačka (1969)
- Vtáčkovia, siroty egy blázni (1969)
- Az üstökösön (1970)
- Radúz egy Mahulena (1970) (TV)
- Hry lásky šálivé (1971)
- Bajaja herceg (1971)
- Babička (1971) (TV)
- ...pozdravuji vlaštovky (1972)
- Deň slnovratu (1973)
- Rejtett forrás (1974)
- Rusalka (1977)
- Krutá ľúbosť (1978)
- Pusztavár dvor (1978)
- Temné slunce (1980)
- Sörgyári capriccio (1980)
- Zkrocení zlého muže (1981)
- Noc smaragdového měsíce (1984)
- Tichá radosť (1985)
- Lev s bílou hřívou (1986)
- Svět nic neví (1987)
- Južná posta (1987)
- Eugene Onegin (1988)
- Súkromné životy (1990)

## Fordítás
- Ez a szócikk részben vagy egészben  a   Magdaléna Vášáryová című olasz Wikipédia-szócikk ezen változatának fordításán alapul.  Az eredeti cikk szerkesztőit annak laptörténete sorolja fel. Ez a jelzés csupán a megfogalmazás eredetét és a szerzői jogokat jelzi, nem szolgál a cikkben szereplő információk forrásmegjelöléseként.

## További információ
- Magda Vášáryová a Facebookon
- Magda Vášáryová a PORT.hu-n (magyarul)
- Magda Vášáryová az Internetes Szinkronadatbázisban (magyarul)
- Magda Vášáryová az Internet Movie Database-ben (angolul)
- Magda Vášáryová a Rotten Tomatoeson (angolul)
- Magda Vášáryová az AlloCiné weboldalán (franciául)
- Magda Vášáryová Profile. Famousfix.com. (Hozzáférés: 2023. február 3.)